# Selma Asplund
Selma Augusta Emilia Asplund, född Johansson 10 februari 1873, död 10 april 1964, var en svensk som överlevde förlisningen av RMS Titanic.
Hon gifte sig 1896 med Carl Asplund (1871-1912). Paret hade båda utvandrat från Sverige till USA 1894. De fick barnen Filip Asplund (1898-1912), Clarence Asplund (1902-1912), Carl Edgar Asplund (1906-1912), Felix Asplund (1909-1983) och Lillian Asplund (1910-2006). 
Hon reste i tredje klass på Titanic, och steg ombord i Southampton. Familjen var på väg tillbaka till USA efter en tid i sitt gamla hemland Sverige, något som gällde för flera av de svenska passagerarna. 
Den 15 april vaknade hon av kollisionen med isberget och väckte Carl, som gick ut för att ta reda på orsaken. "Icke långt därefter kom han ned i hytten och yttrade ungefär detta: "ångarna har kört mot ett isberg. De säga att det inte är någonting farligt, men däruppe springa alla människor och se ut [s]om om de inte visste hvad de skulle taga sig till. Så jag tror det är allvarligt nog".  
Paret klädde sig och barnen och fick tag på livbälten för alla utom de två yngsta barnen. Carl tog sedan de tre pojkarna, och Selma Felix på armen och ledde Lilian vid handen, och lämnade hytten. På väg upp såg de hur besättningen drog livbälten av passagerare i tredje klass och sade åt dem att gå tillbaka till sängs. 
När familjen nådde livbåt 15 verkade situationen hopplös, och Selma utgick ifrån att de alla skulle dö. Plötsligt såg hon först Felix och sedan Lilian ryckas från henne och kastas ned i livbåten: 
"Jag vände mig till min man och tilltalade honom med ett "Hvarför gjorde du så, hvarför fingo vi inte vara tillsammans till slutet?" Han sköt mig emellertid fram emot båten och ville ta mig med där... I samma ögonblick tog också en af officerarna i min arm för att släpa mig fram till båten. Så började barnen i båten gråta högljudt, och därnerifrån ropade man om hvarandra: "bring the children's mother down! Take their mother in the boat, too!"
Selma kastades sedan också ned i livbåten. När hon landat och vände upp ansiktet för att se tillbaka på Carl, såg hon honom ta deras tre äldre söner och gå mot babordssidan. I nästa stund förlorade hon dem ur sikte eftersom hon fick en spark i ansiktet när en man hoppade ned i livbåten och landade på henne; han höll sedan handen för hennes mun för att hindra henne att skrika, och gömde sig platt på livbåtens golv.  Livbåt 15 var nära att landa rakt på livbåt 13 under den, en olycka som nätt och jämt kunde undvikas. 
Hon räddades med Felix och Lilian i livbåt 15. Hennes makes lik återfanns.